# Legión (serie de televisión)
Legión (en inglés: Legion) es una serie de televisión estadounidense creada para FX por Noah Hawley, basada en el personaje de Marvel Comics del mismo nombre. Es producida por FX Productions en asociación con Marvel Television y 26 Keys Productions. Hawley trabaja como productor ejecutivo y guionista en la serie.
Legión se estrenó el 8 de febrero de 2017, con ocho episodios en la primera temporada. En Latinoamérica el 9 de febrero de 2017 y en España el 13 de febrero a través de FOX. La serie fue renovada para una segunda temporada que se estrenó el 3 de abril de 2018. La serie fue renovada para una tercera temporada cuyo estreno se produjo el 24 de junio de 2019 y finalizó el 12 de agosto de 2019.

## Sinopsis
David Haller fue diagnosticado de esquizofrenia a temprana edad. Desde entonces ha permanecido ingresado en varios hospitales psiquiátricos. Después de tener un encuentro con otro paciente psiquiátrico, se afronta la posibilidad de que puede haber algo más en él que una enfermedad mental.

## Elenco y personajes
- Dan Stevens como David Haller:

Un mutante que fue diagnosticado con esquizofrenia en una edad joven y que conoce a una joven en un hospital psiquiátrico. A medida que David comienza a reconocer sus poderes se revela que en realidad sus síntomas de esquizofrenia eran provocados por un poderoso mutante conocido como Shadow King que se fusionó a su mente cuando era un bebé. Stevens se unió a la serie debido a la implicación del showrunner Noah Hawley en la misma, y después de explorar el material de origen. Stevens describió a la serie como "un viaje" y a su personaje como "realmente demente".
- Rachel Keller como Sydney "Syd" Barrett:

Una mujer joven que se convierte en la novia de Haller. Ella no deja que nadie la toque físicamente ya que al hacerlo, su mente se intercambia con la mente de la persona que toca. El personaje lleva ese nombre debido a que Roger "Syd" Barrett ,de la banda de rock Pink Floyd, fue una influencia musical importante en la serie para Hawley.
- Aubrey Plaza como Lenny Busker/Amahl Farouk (Shadow King): Amiga de Haller quien tiene una historia de abuso de alcohol y drogas, además de un comportamiento áspero.[3][4] Muere en el hospital psiquiátrico cuando David y Syd intercambian cuerpos. A partir de ese momento, su forma es utilizada por Shadow King.
- Jeremie Harris como Ptonomy Wallace: Una persona "distante y sarcástica". Su poder le permite recordar absolutamente todo, además de ingresar y explorar las memorias de otros. Es también uno de los especialistas de la terapeuta Bird.[4][7][8]
- Bill Irwin como Cary Loudermilk: Un "científico geek", uno de los especialistas de la terapeuta Bird.[6][7][9] Él y Kerry conviven en un mismo cuerpo, pudiendo separarse a voluntad. Hawley buscó a Irwin por su "juguetona aproximación a los personajes".[4]
- Amber Midthunder como Kerry Loudermilk: Un savant con un "infantil sentido de asombro", una de los especialistas de la terapeuta Bird.[4][7][10] Mantiene un aspecto más joven que el de Cary ya que solo envejece cuando sus cuerpos están separados.
- Katie Aselton como Amy Haller: La hermana mayor de David, quien intenta ser positiva a pesar de su historia de enfermedad mental.[4][11] Hawley dijo que ella se define a sí misma como normal "contrario a su hermano. Ella es vista por el resto como si estuviera loca".[6]
- Jean Smart como Melanie Bird: Una terapeuta psiquiátrica que utiliza métodos "poco convencionales".[3][7]
- Navid Negahban como Amahl Farouk / Shadow King: una presencia malévola en la mente de Haller que toma varias formas diferentes.
- Jemaine Clement como Oliver Bird: el esposo de Melanie Bird.[12] Tiene la capacidad de controlar el plano astral, en donde se ha mantenido los últimos 20 años. Al finalizar la primera temporada, el Rey Sombra es expulsado de la mente de David e ingresa a la de Oliver.
- Hamish Linklater como un interrogador del gobierno.[6]

## Episodios
| Temporada | Temporada | Episodios | Episodios | Emisión original     | Emisión original     |
| Temporada | Temporada | Episodios | Episodios | Primera emisión      | Última emisión       |
| --------- | --------- | --------- | --------- | -------------------- | -------------------- |
|           | 1         | 8         | 8         | 8 de febrero de 2017 | 29 de marzo de 2017  |
|           | 2         | 11        | 11        | 3 de abril de 2018   | 12 de junio de 2018  |
|           | 3         | 8         | 8         | 24 de junio de 2019  | 12 de agosto de 2019 |

## Producción

### Desarrollo

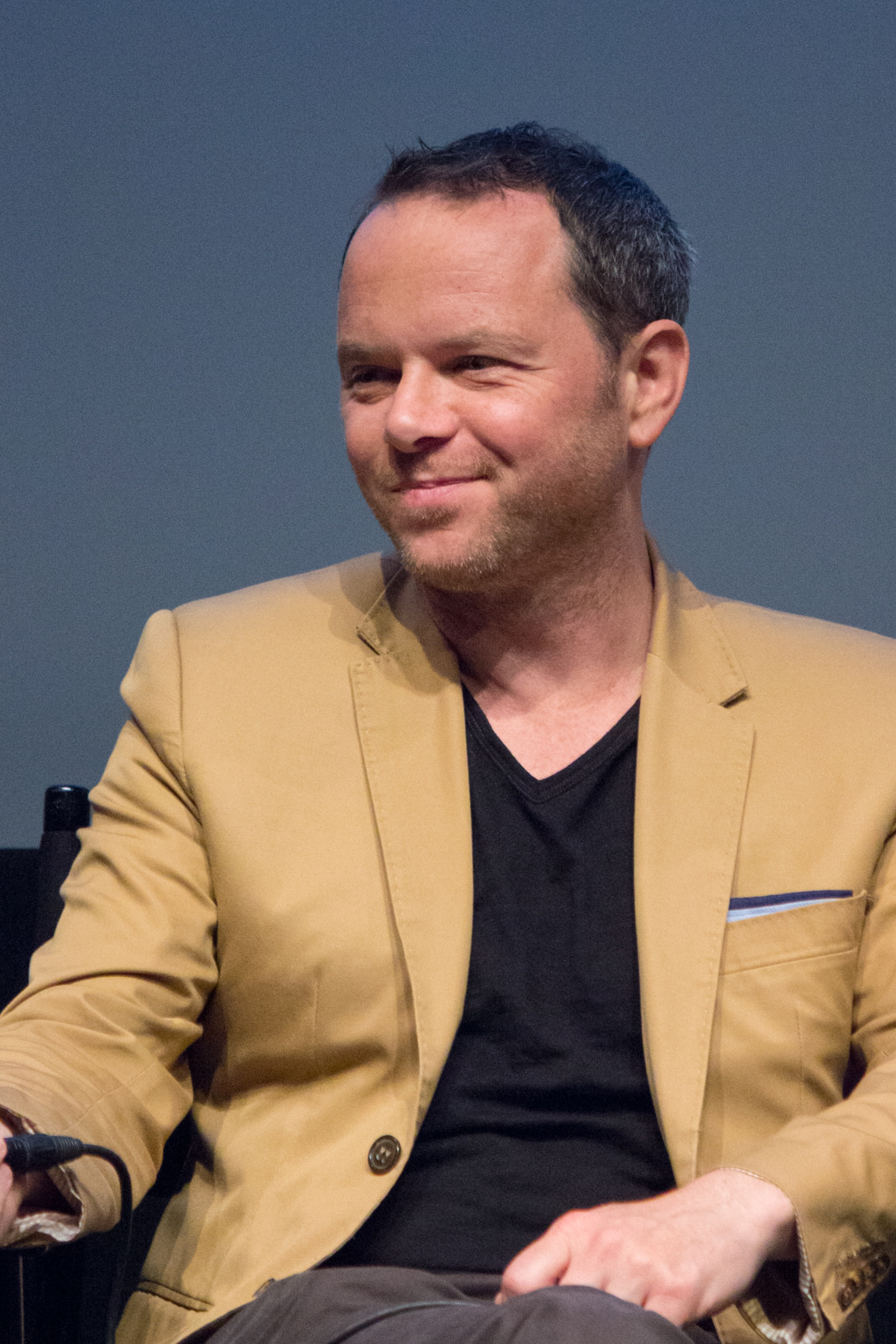
El creador Noah Hawley se propuso crear una nueva visión del género de superhéroes.

Después de que completó su trabajo en la primera temporada de su serie Fargo en FX en 2014, a Noah Hawley se le presentó la oportunidad de desarrollar la primera serie de televisión de acción real basada en los cómics de X-Men, del cual Hawley era un seguidor desde hace tiempo. La idea inicial para él era para una serie basada en los cómics Hellfire Club, sin embargo eso no interesó a Hawley. En cambio, trabajó con Simon Kinberg, escritor y productor de las películas X-Men, donde desarrollaron una idea para la serie. Después de dialogar sobre el hecho de que una «serie interesante en este género [...] no se ha hecho», ambos resolvieron enfocarse en el personaje Legión. Hawley encontró el interés en el personaje debido a su enfermedad, y el potencial de la serie en poder describir su mentalidad única. Él describió la serie como «una deconstrucción de un villano [...] y una historia de amor».
En octubre de 2015, FX ordenó un piloto para Legión, con Marvel Televisión y FX Producciones como empresas productoras. Hawley fue quien escribió el piloto además de servir como productor ejecutivo junto a los productores de la saga cinematográfica de los X-Men Lauren Shuler Donner, Bryan Singer y Kinberg, los ejecutivos de Marvel Television Jeph Loeb, Jim Chory, y el colaborador de Hawley en Fargo John Cameron. Steve Blackman, Alan Fine, Stan Lee, Joe Quesada, y Karim Zreik también son productores ejecutivos. El guion inicial de Hawley para la serie se describió como «menos fracturado», «cohesivo [y] mucho más regular». Sin embargo, rápidamente concibió la serie «y decidió más Eternal Sunshine of the Spotless Mind, Terrence Malick, más extravagante, más impresionista y fue en esa dirección». En enero de 2016, el presidente de FX John Landgraf estaba seguro de que a la serie se le daría luz verde para ser tomada por la cadena, probablemente para diez episodios, diciendo que «la mayoría de cosas a la que le grabamos el piloto se transforman en series» y «los guiones [para Legión] son extraordinarios». En mayo, FX ordenó una primera temporada de ocho episodios. Más tarde, en junio, Landgraf explicó que solo ocho episodios fueron ordenados en vez de diez, debido a que FX quería que Hawley dirigiera la serie a su propio ritmo. Landgraf también dijo que si la serie tuviera éxito, podría tener tantas temporadas como sean necesarias para que Hawley pueda contar la historia. Hablando sobre las temporadas futuras, Hawley dijo en enero de 2017 que estaba dispuesto a continuar la historia más allá de la primera temporada, pero no quería que la audiencia llegara al final de la primera temporada y no tener «resolución de ningún tipo en el final de eso». Dan Stevens dijo, «Sé con certeza que hay más problemas con los que David tiene que lidiar que el que realmente enfrentamos en la primera temporada». También en ese momento, Singer explicó los roles de los productores ejecutivos en la serie, diciendo que él, Donner y Kinberg trajeron su experiencia de hacer las películas de los X-Men, pero su participación en general consistió en dar pequeñas notas sobre los guiones y los primeros cortes de episodios. En marzo, FX ordenó una segunda temporada de la serie. Con el final de la primera temporada, Hawley dijo que la segunda temporada consistiría en diez episodios, y explicó que no estaba seguro en ese momento de cuánto le gustaría que durará la serie: «Creo que hubo cosas sobre el primera temporada que [sentí que] se desarrollaría más rápido de lo que lo hicieron, y cosas que pensé que tomarían más tiempo con las que lidié más rápido. Creo que para el final del segundo año tendré una mejor idea de cuántos años más hay que ir».
Singer fue sustituido como productor ejecutivo de la serie en enero de 2018, y su nombre fue eliminado de los créditos de los episodios de la serie a partir de la segunda temporada, debido a acusaciones de abuso sexual contra él. Hawley dijo que había sido Singer quien había pedido que se eliminara su nombre, y que Singer solo había tenido una participación limitada en la serie; inicialmente había expresado interés en dirigir al piloto de la serie, pero no había participado directamente desde que Hawley asumió el control. Ese mes, Hawley declaró que estaba planeando una tercera temporada de la serie y pronto explicó que la segunda temporada conduciría claramente a la tercera, y que «no es un show donde cada año hay un nuevo villano y el final de la mesa. Es una historia de tres, cuatro o cinco actos, donde cada temporada es otro capítulo en esa historia». En marzo, discutió la adquisición propuesta de 21st Century Fox por Disney, diciendo que no estaba seguro de cómo afectaría la serie y que no había discutido el tema con ninguno de los estudios, pero que creía que «siempre y cuando el show está haciendo ruido y es visto por la gente, no me preocupará que van a cancelar Legion porque no encaja con su marca más grande». En junio de 2018, la serie se renovó para una tercera temporada.

### Redacción
Kinberg anunció en noviembre de 2015 que la serie contaría «historias de X-Men de una manera diferente e incluso con un tono ligeramente distinto» de las películas, notando las diferencias entre el tono «operístico» de X-Men y el tono «irreverente e histérico» de Deadpool, sintiendo que Legión «nos da una oportunidad de ir incluso más allá... de alguna manera, dejar de lado el paradigma de las historias de cómics o superhéroes y hacer casi nuestro Breaking Bad de historias de superhéroes». En enero de 2016 Landgraf anunció que el piloto y varios episodios habían sido escritos, y la serie «podría estar ambientada algunos años en el pasado». Loeb declaró que «el núcleo» de todo cómic de los X-Men siempre ha sido que "los X-Men eran diferentes... ahora mismo vivimos en un mundo dónde la diversidad, unicidad y si encajamos o no en algo es algo que está en nuestras mentes las veinticuatro horas al día. Los X-Men nunca han tenido tanta relevancia como la que tienen ahora". Hawley añadió, «lo bueno de explorar este personaje es que antes de que él tenga una opinión sobre otra persona, primero tiene que descifrar su propia mierda. Eso es lo que todos debemos hacer. Este viaje no es necesariamente una carrera hacia una batalla con una entidad, sino que es más aceptar la batalla dentro de sí».
En mayo de 2016, Hawley describió su opinión sobre la serie como inspirada en las obras de David Lynch, y dijo que «la estructura de una historia tendría que reflejar el contenido de la historia. Si la historia, como en este caso, es sobre un chico que es esquizofrénico o tiene estas habilidades, no sabe qué es real y qué no es real, entonces la audiencia tendría que tener la misma experiencia... Mi objetivo es hacer algo caprichoso, imaginativo e inesperado. No solo porque quiero algo diferente, sino porque se siente como la manera correcta de contar esta historia». Hawley también dijo, «me encanta la idea que incluso cuando estás en el viaje, hay esta clase de Alicia en el país de las maravillas, de una historia dentro de otra historia". Él intencionalmente escogió no adaptar directamente cualquier historia de los cómics, sintiendo que en esa situación «estás obligado a ofender a alguien, no iamporta lo que hagas». En cambio, él quiso tomar el personaje de Legión, los aspectos básicos de su alrededor y «jugar» con eso, lo que describió en relación con Fargo: «mi trabajo no era rehacer la película, volver a contar una historia que ya se había contado, sino tratar de contar una historia diferente pero con el mismo efecto, el mismo impacto».
Con respecto a los aspectos de la enfermedad mental del personaje, Hawley dijo: «es una condición trágica que las personas tienen y por eso no quiero usarla con fines de entretenimiento... había una vez un niño que tenía toda una vida por delante, luego comenzó a oír voces y ver cosas por lo que terminó institucionalizado, y hay una tragedia, una naturaleza trágica a eso. Así que si podemos mostrarle eso a la audiencia, la idea de que se ha enamorado y que no está enfermo, de que hay una esperanza para eso, es algo que la audiencia va a captar».

### Casting
En enero de 2016, Rachel Keller fue seleccionada como la protagonista femenina de la serie, después de su destacada participación en Fargo. En febrero, se anunció que Dan Stevens interpretaría a David Haller, el rol principal, mientras que Aubrey Plaza y Jean Smart tendrían el papel de Lenny Busker, amiga de Haller y la terapeuta Melanie Bird, respectivamente. Tiempo más tarde se reveló que Keller interpretaría a Syd Barrett. Luego Jeremie Harris fue lanzado en el papel regular de Ptonomy Wallace, y Amber Midthunder fue seleccionada para el papel de Kerry Loudermilk. En marzo, se anunció que Katie Aselton tendría el papel de Amy, la hermana mayor de Haller. Luego de que se completó la orden para la serie en mayo de 2016 se reveló que Bill Irwin había sido añadido al reparto, en el papel de Cary Loudermilk. Hawley reveló en octubre de 2016 que Jemaine Clement  se uniría a la serie participando en «múltiples episodios".

### Diseño
Hawley buscó que la serie sea altamente estilizada, describiéndola como «una película de Terence Stamp de 1964». No era posible literalmente traducir las ilustraciones icónicas de Bill Sienkiewicz del personaje a la pantalla, y Hawley quería que la serie tuviera «su propia estética visual, y parte de eso es ser una historia fuera de tiempo y fuera de lugar». Afirmó que «el diseño de un espectáculo tiene que tener su propia lógica interna», y comparó esta sensibilidad a la serie Hannibal, que dijo ser «un gran ejemplo de algo que tenía esta belleza casi fetichista a todo lo que se veía, aún si era comida o violencia».

### Filmación
Kinberg anunció en noviembre de 2015 que la producción del piloto empezaría a comienzos del año siguiente. Landgraf reveló en enero de 2016 que la construcción del set ya había empezado. Un mes más tarde, la filmación del piloto fue programada para empezar en marzo en Vancouver. Esto se completó en mayo, con Hawley dirigiendo el piloto, y Dana Gonzales sirviendo como directora de fotografía. Con la serie ordenada, el resto de la primera temporada fue programada para empezar su filmación en agosto de 2016, también en Vancouver.

### Música
Se reveló que Jeff Russo estaba componiendo el score de la serie en octubre de 2016. Hawley declaró que cuando se reunió por primera vez con Russo sobre la serie, le dijo a este último que quería que la serie sonara como el disco de Pink Floyd The Dark Side of the Moon, explicando que «ese álbum más que nada es realmente el paisaje sonoro de la enfermedad mental hasta cierto punto». Russo sintió que «la parte importante es permitir que la humanidad de estos personajes brille realmente», y además de una orquesta utilizó «un montón de viejos sintetizadores» y «un gran diseño de sonido interesante» para representar los elementos «de otro mundo» de la serie. Con el estreno de la serie, Russo reiteró que la «línea de fondo» de la serie es la relación entre Haller y Barrett, y dijo que una historia de amor «se presta a momentos musicales. Le permite subrayar al personaje». Después de sus primeras reuniones con Hawley, Russo desarrolló algunas ideas iniciales para el score y creó tres temas diferentes para representar a Haller. Él adaptó estas ideas para encajar los episodios una vez que se habían editado Un álbum de la banda sonora de la primera temporada se lanzó digitalmente el 24 de febrero de 2017 en Amazon.com.

### Conexiones con el universo compartido
Landgraf declaró en enero de 2016 que la serie se establecería en un universo paralelo a las películas de X-Men, donde «el gobierno estadounidense está comenzando a ser consciente de que existe algo llamado mutantes, sin embargo el público no». Por lo tanto, él sentía que era poco probable que los personajes se cruzaran entre la serie y las películas, aunque dijo que esto podría cambiar para el estreno de la serie. En julio, un artículo en Marvel.com se refirió a Legión como uno de los varios personajes que se unen al Universo cinematográfico de Marvel (UCM por sus siglas en español), sugiriendo que el mismo se establecería en ese universo compartido como las otras series de Marvel Television. El mes siguiente, Singer dijo que la serie de hecho había sido diseñada para encajar en el universo de X-Men, pero también para estar sola. Él reveló planes para que la serie «se relacionara con futuras películas de X-Men».
En el New York Comic-Con de 2016, Donner dijo que la serie está «lejos de relacionarse con las películas de X-Men, pero aún vive en ese universo. La única manera de que X-Men siga adelante es que sea original y sorprenda. Y esto es una sorpresa. Es muy, muy diferente». Hawley explicó que debido a que la serie está representando la «realidad subjetiva» del personaje principal, no tendría que abordar cualquier conexión con las películas de manera inmediata, señalando que Fargo, que está conectado a la película de 1996 del mismo nombre, primero «debió pararse en sus propios pies» antes de explorar esas conexiones; «Tenemos que ganarnos el derecho de ser parte de este universo. Mi esperanza es que creemos algo tan fuerte que la gente del estudio de cine llame y diga que serían lo bastante tontos como para no conectar ambas cosas». Declaró que «no se puede contar esta historia sin» reconocer que Legion es el hijo de Charles Xavier, quien aparece en las películas. En lo que respecta al UCM, Loeb declaró que su participación en la serie era una señal de que «se están haciendo puentes» entre Marvel y Fox, «pero no quiero hacer ninguna promesa... los héroes de Marvel son personas que están dañadas y están tratando de averiguar quiénes son en la vida. No importa si son X-Men, Tony Stark, Matt Murdock o Peter Parker... si se empieza en un lugar tan fuerte como lo hace el personaje de David y además se tiene un narrador como Noah, entonces es Marvel. De esa manera, todo está conectado».

## Lanzamiento

### Emisión
Legion se estrenó en FX el 8 de febrero de 2017. En enero de 2016, Landgraf había dicho que la serie "saldría al aire" a finales de ese año, sin embargo en mayo FX anunció que la serie se estrenaría a principios de 2017. El mes siguiente, Marvel anunció que los canales de FOX en más de 125 países habían obtenido sus respectivos derechos de transmisión de la serie y que se emitiría con un sistema en donde los espectadores de todo el mundo obtengan la serie en el mismo día. La división de ventas de FOX Networks Group también manejaría la distribución de la serie a terceros.

### Marketing
En Comic-Con de San Diego de 2016, el director creativo de Marvel Joe Quesada presentó el primer tráiler de Legion en su panel "Cup O'Joe". Las respuestas al tráiler fueron positivas, en particular por su tono único y su visual. Jacob Kastrenakes de The Verge describió el tráiler como ecléctico, mientras Daniel Kreps de Rolling Stone lo llamó maníaco. Kelly West en Cinema Blend llamó al tráiler "muy extraño... en el buen sentido", y lo comparó positivamente con una mezcla de Fight Club, Mr. Robot y The Matrix. En el Comic-Con de Nueva York la serie obtuvo su propio panel. Hawley, Loeb, Donner y los actores principales estaban presentes para promover la serie y proyectar la primera mitad del episodio piloto. En respuesta a esto, Dominic Patten de Deadline.com dijo: "sabemos tres cosas con certeza sobre Legion, se ve genial, tiene un ritmo de primera categoría y una asesina elección de música". Nick Romano de Entertainment Weekly, repasando lo que fue el panel, calificó la grabación de "tan caótica como la mente de David Haller" y "casi de la naturaleza de Kubrick". "Basándonos en lo que se proyectó", añadió Romano, "Legion ya parece tener un tono errático y alucinante que nunca hemos visto antes en una serie de televisión de superhéroes".

## Recepción
| Temporada | Temporada | Nielsen ratings                 | Nielsen ratings               | Nielsen ratings                        | Respuesta crítica | Respuesta crítica |
| Temporada | Temporada | Audiencia inicial (en millones) | Audiencia final (en millones) | Promedio total, inc. DVR (en millones) | Rotten Tomatoes   | Metacritic        |
| --------- | --------- | ------------------------------- | ----------------------------- | -------------------------------------- | ----------------- | ----------------- |
|           | 1         | 1.62                            | 0.81                          | 2.48                                   | 90% (71 reseñas)  | 82 (40 reseñas)   |
|           | 2         | 0.67                            | —                             | —                                      | 90% (33 reseñas)  | 85 (10 reseñas)   |

La primera temporada recibió reseñas positivas de los críticos. En Rotten Tomatoes informó una calificación de aprobación del 90% con una calificación promedio de 8.42/10 10 basada en 71 reseñas. El consenso crítico del sitio web dice, "Audaz, inteligente y visualmente deslumbrante, Legion es una desviación magistralmente surrealista y brillantemente atrevida de los conceptos tradicionales de los superhéroes." En Metacritic, que usa un promedio ponderado, asignó un puntaje de 82 de 100 basado en 40 reseñas, indicando "aclamación universal".
La segunda temporada recibió reseñas positivas de los críticos. Rotten Tomatoes reporta una calificación de aprobación del 90% con una calificación promedio de 7.67/10 basada en 33 reseñas. En Metacritic, tiene un puntaje de 85 de 100 basado en 10 reseñas, lo que indica "aclamación universal".